# Synodontis zanzibaricus
Synodontis zanzibaricus é uma espécie de peixe da família Mochokidae.
É endémica do Quénia.
Os seus habitats naturais são: rios.